# Lange Gasse 28 (Quedlinburg)

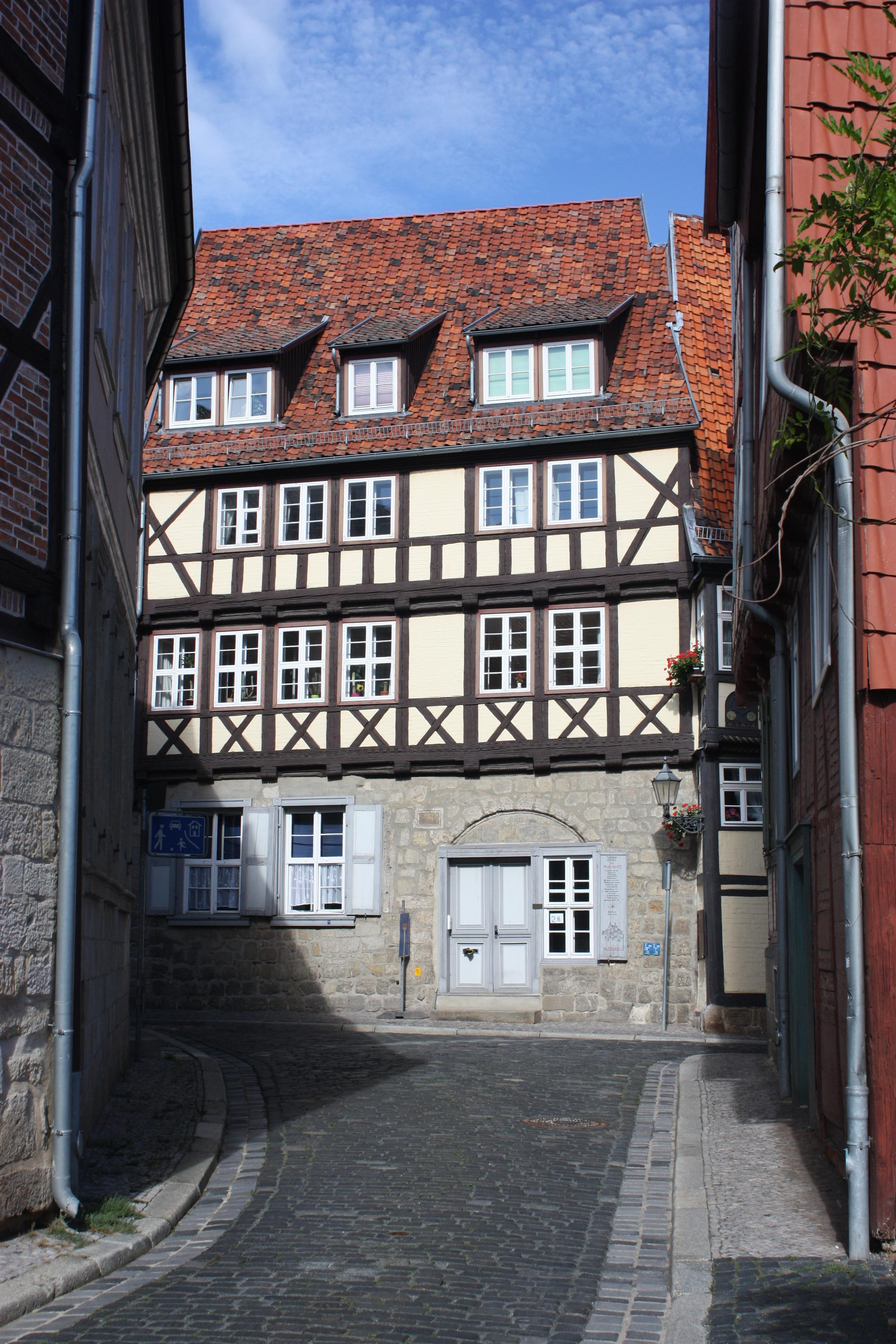
Haus Lange Gasse 28

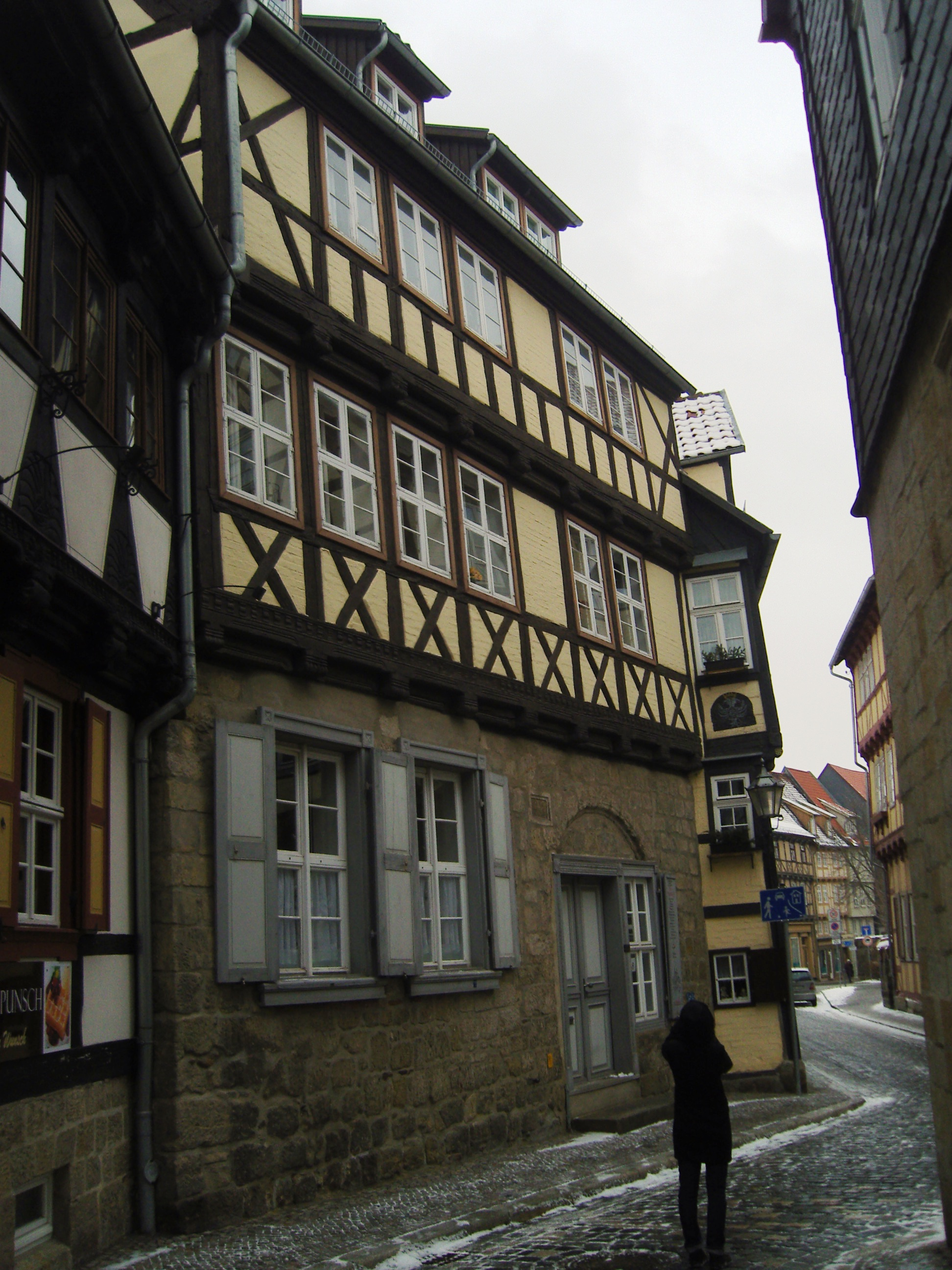
Haus Lange Gasse 28

Das Haus Lange Gasse 28 ist ein denkmalgeschütztes Gebäude in Quedlinburg in Sachsen-Anhalt.

## Lage
Das im Quedlinburger Denkmalverzeichnis als Wohnhaus eingetragene Gebäude befindet sich im Quedlinburger Stadtteil Westendorf und gehört zum UNESCO-Weltkulturerbe. Südlich grenzt das gleichfalls denkmalgeschützte Haus Lange Gasse 27, nördlich das Lange Gasse 29 an.

## Architektur und Geschichte
Das dreigeschossige, die umgebende Bebauung überragende Fachwerkhaus entstand nach einer Datierung auf einer Steintafel im Jahr 1629. Das hohe Untergeschoss wurde in massiver Bauweise, die oberen Geschosse in Fachwerkbauweise errichtet. Die Brüstungen des ersten Obergeschosses sind mit Andreaskreuzen verziert, eine für die Bauzeit ungewöhnliche Zierform. Im zweiten Obergeschoss erfolgte eine Ausführung als Leiterbrüstung. An den beschnitzten Stockschwellen finden sich Konsolfriese. Die Gefache sind ausgemauert. Es ist die früheste Ausfachung durch Ziegelsteine in Quedlinburg. Im Erdgeschoss erfolgten um 1850 Umbauten, so wurde die Haustür verändert. In Teilen blieb der aus der Renaissance stammende Torbogen erhalten.